# Battlestar
Pour les articles homonymes, voir Battlestar (homonymie).
Un Battlestar est un vaisseau spatial de fiction dans l'univers des séries Galactica et Battlestar Galactica.

## Battlestar Galactica
Les premiers battlestars furent construits lors de la première guerre contre les cylons, il y a plus de 40 ans. Il y en avait douze, un pour chacune des Douze Colonies de Kobol, le Galactica représentait la planète Caprica. 
40 ans plus tard, au début des événements relatés dans la série, la Flotte Coloniale comptait 120 battlestars. Certains étaient ultramodernes tel le Pegasus ou l'Atlantia, vaisseau-amiral de la flotte, d'autres rustiques et obsolètes comme le Galactica, bientôt retiré du service pour le transformer en musée. 
Lors du retour des Cylons, la quasi-totalité des 120 Battlestars furent détruits en quelques heures. La majorité souffraient d'un défaut : leurs systèmes informatiques ultra-sophistiqués furent piratés par les Cylons, qui purent ainsi les neutraliser avant de les détruire. Le Galactica ne dut sa survie qu'à l'obsolescence de son informatique rustique, qui ne put donc pas être piratée. Le Pegasus, quant à lui, avait son système informatique en maintenance et fit un saut hyperspatial au hasard pour échapper à la destruction.

### Configuration
Les Battlestars ont tous été construits sur le même modèle. On peut diviser leur structure en deux parties : la coque principale et les deux ponts d'envols rétractables.

#### Coque principale
La coque principale représente la majeure partie du volume d'un Battlestar. Elle se décompose en 3 sections :
- la proue en « tête d'alligator » contient les espaces de vie de l'équipage : chambres, espaces de détente, cantines, ainsi que les centres de commande du vaisseau (le CIC, d'où le commandant dirige le bâtiment, ainsi que les salles de briefings). On y trouve aussi les réservoirs d'eau potable.
- la partie centrale contient le mécanisme de rétractation des deux ponts d'envols (chacun sur un flanc du Battlestar), les hangars de stockage et de réparation, les entrepôts de munitions. On y trouve aussi ce qui s'apparente à des tubes lance-torpille de sous-marins, mais qui servent à lancer dans l'espace des chasseurs spatiaux Vipers.
- la poupe recèle les moteurs sub-luminiques du vaisseau, ainsi que les moteurs PRL (utilisées pour faire des « sauts », c'est-à-dire des distorsions de l'espace-temps pour pouvoir effectuer des voyages interstellaires sans enfreindre la relativité générale).

Par ailleurs, sur la coque se trouvent de nombreuses batteries de canons, qui servent à créer une sorte de rideau défensif de DCA contre les chasseurs et missiles ennemis, qui ont ainsi beaucoup de mal à atteindre le vaisseau.

#### Ponts d'envol
Les deux ponts d'envol sont montés chacun sur un des flancs du vaisseau, au niveau de la partie centrale. Ils permettent de lancer et de faire apponter différents vaisseaux, comme les Vipers (chasseurs spatiaux), les Rapaces (vaisseaux de soutien électronique), ainsi que divers vaisseaux de transports ou de ravitaillement. Ils sont divisés en plusieurs sections selon les vaisseaux qui y atterrissent. Sur les Battlestars les plus modernes, un programme informatique en liaison avec l'ordinateur de bord des vaisseaux qui souhaitent atterrir permet de les faire apponter automatiquement. Sur les Battlestars anciens, comme le Galactica, l'appontage est entièrement manuel. Sur certains modèles comme le Mercury, des ponts d'envols supplémentaires "à l'envers" sont utilisés pour permettre de récupérer plus facilement les chasseurs lors d'un combat.
Les ponts d'envol disposent de tout ce qu'il faut aux mécaniciens pour réarmer, réapprovisionner en carburant, ainsi que réparer les vaisseaux.

### Caractéristiques

#### Dimensions
- Longueur: 1 414 mètres
- Largeur : 555 mètres
- Hauteur : 177 mètres

### Systèmes

#### Propulsion
- 2 moteurs PRL et spires
- 6 moteurs sub-luminiques
- Différents moteurs latéraux

Malgré leur taille massive, les Battlestars sont très manœuvrables et peuvent sans problèmes s'arrimer avec des stations spatiales ou volantes (tel que le dépôt de Ragnar).
Leurs moteurs PRL sont capables de « sauts » très précis. Ainsi, un Battlestar peut « sauter » pour apparaître en orbite géosynchrone au-dessus de n'importe quel point d'une planète, ou alors pour apparaître au milieu d'un champ d'astéroïdes ou dans une flotte de vaisseaux, sans provoquer de collisions. Cependant, les réacteurs PRL que possède la Flotte Coloniale ont une portée moins grande que ceux des Cylons.

#### Autonomie
Un Battlestar est conçu pour pouvoir vivre en autarcie totale durant des périodes très prolongées. Ils disposent de très grands réservoirs d'eau potable, ainsi que de systèmes de filtrages et de purifications très performants, qui permettent de réutiliser pratiquement toute l'eau consommée. Au pire, un Battlestar peut s'approvisionner en eau sur une planète et la filtrer. Ils disposent aussi de régénérateurs d'air qui « cassent » les molécules de dioxyde de carbone pour en tirer de l'oxygène. Ces systèmes étant très efficaces, un Battlestar n'a pas en temps normal de problème d'air. Ces vaisseaux disposent aussi de réserves de nourriture en conserve ou lyophilisée qui permettent à l'équipage d'avoir de la nourriture pour plusieurs années sans réapprovisionnement.
Pour ce qui est du carburant, un Battlestar possède de très grands réservoirs, qui lui permettent d'avoir une autonomie de plusieurs mois, voire plusieurs années. Étant donné qu'ils utilisent un carburant tiré du raffinage d'un minerai (fictif) que l'on trouve sur les astéroïdes, le tylium, ils sont souvent accompagnés de vaisseaux-miniers, ce qui leur permet d'avoir une autonomie théoriquement illimitée en carburant.
Pour finir, un Battlestar possède de grands stocks de pièces détachées de toutes sortes, ainsi que d'ateliers de fabrication de pièces et de munitions.

#### Systèmes informatiques
La première génération de Battlestars (dont le Galactica est le dernier représentant) possède des systèmes informatiques basiques. Ils possèdent de nombreux ordinateurs rustiques, qui ne sont pas mis en réseaux. Chaque ordinateur doit donc être manipulé manuellement depuis son propre terminal. Autres symboles connus de cette rusticité : les fameux interphones à fil, ainsi que les imprimantes à aiguilles. Tout cela car durant la Première Guerre durant laquelle ils ont été construits, les Cylons avaient la capacité de pirater les systèmes informatiques modernes. Les premiers Battlestars ont donc été construits avec le minimum d'informatique, et quand cela était indispensable, avec la technologie la plus obsolète possible pour échapper à ce danger. De cette rusticité, le Galactica doit son surnom : La Poubelle.
Après la fin de la Première Guerre et les Cylons partis, les Coloniaux ont pu construire de nouvelles générations de Battlestars, dotés eux d'une informatique ultra-moderne. Excepté le Battlestar Pegasus dont le système informatique était en maintenance, ils furent tous piratés et détruits en quelques heures seulement par les Cylons lors de la destruction des Douze Colonies.

### Défense

#### Armement
- 24 tourelles à gros calibre (deux canons pour chaque tourelle) : 8 de ces tourelles sont montées sur la partie dorsale de la coque, 8 sur la partie ventrale, et 8 sur la proue. Chaque canon tire un obus toutes les 2,23 secondes. Il existe deux modes de tir, un de DCA qui crée un rideau défensif contre les Raiders cylons et les missiles, et un mode de tir offensif pour détruire un vaisseau ennemi, comme un Basestar cylon.
- 392 tourelles à petit calibre (deux canons par tourelle) : Tirant environ 200 petites munitions par seconde, ces canons ont pour but de créer un rideau défensif de DCA. Ils sont répartis sur toute la coque.
- Un Battlestar compte aussi un certain nombre d'ogives nucléaires, montés sur des missiles lancés depuis des tubes.

#### Protection
La coque extérieure d'un Battlestar est fortement blindée et compartimentée. Dans le pilote, le Galactica parvient à résister a un missile nucléaire cylon, avec cependant de gros dégâts sur sa cuirasse et de nombreux morts.

#### Groupe aérien
Un battlestar abrite 80 avions de chasse spatiaux Vipers. Ce sont des avions très rapides et maniables, dotés chacun de 2 canons légers et de deux missiles air-air. Ils sont lancés dans des tubes spéciaux, comme des torpilles. Les Vipers standards de la Flotte Coloniale sont les Mk VII, avec une avionique très moderne et un ordinateur de bord sophistiqué. Cependant, les Cylons peuvent les pirater et les neutraliser, pouvant ainsi facilement les détruire, mais grâce un nouveau programme installé sur les Mk VII certain pourront être réutilisés par le Galactica contre les cylons. Mais l'équipage du Galactica pourra compter sur des Vipers Mk II. Ce sont des modèles vieux de 40 ans et retirés du service, qui ont le mérite d'être peu informatisés et donc non-piratables par les Cylons. Le Galactica compte au début de l'attaque 40 Vipers Mk II, étant donné qu'il allait être prochainement transformé en musée militaire. L'escadron de Mk VII du Galactica fut quant à lui en grande partie piraté et détruit. 
Combats après combats, le nombre de Vipers diminuant, les mécaniciens du Galactica commencèrent à s'organiser de manière à pouvoir construire de nouveaux Vipers Mk II avec les stocks de pièces détachées. 
Par ailleurs, un Battlestar compte un certain nombre de Rapaces.

#### Équipage
Au moment de la cérémonie de désarmement, juste avant l'attaque cylon, le Galactica comptait 2 800 hommes d'équipages. Un battlestar au complet doit avoir un équipage d'environ 5 000 hommes. 
L'équipage compte des pilotes, des mécaniciens et ingénieurs, des opérateurs DRADIS (radar) et communication, des cuisiniers, des médecins et infirmiers, des armuriers, des prêtres et aumôniers, des soldats chargés de la sécurité, du personnel d'entretien et de maintenance diverse, et les officiers commandants. Ils sont dans leur grande majorité des militaires. Ils font tous partie de la Flotte Coloniale, hormis les Marines chargés de la sécurité. 
Du fait de l'automatisation, les Battlestars modernes ont un équipage beaucoup moins nombreux que les anciens tel que le Galactica, où tout est manuel.

#### Quelques Battlestars
- Le Galactica : le plus ancien et l'un des plus prestigieux de la Flotte coloniale. Il allait être retiré du service au moment de l'attaque des cylons. Il est commandé par le commandant (puis plus tard amiral) William Adama.
- Le  Columbia: est le nom d'au moins deux battlestars coloniaux. Le premier est un battlestar ayant servi durant la Première Guerre cylon et sur lequel était affecté William Adama en tant que pilote. Il est détruit quelques heures avant la conclusion de l'armistice entre les Coloniaux et les cylons. Un second Columbia est construit longtemps après la guerre. C'est sur ce navire que le chef Tyrol fera une partie de sa carrière avant de rejoindre le Galactica.
- L’Atlantia ou Atlantica : vaisseau amiral de la Flotte coloniale, commandé par l'amiral Nagala. Le commandement de la Flotte coloniale s'y installe après la destruction du QG de la Flotte sur Picon. Il fut détruit au-dessus de Virgon au cours de l'attaque cylon.
- L'Archeon : du même type que le Galactica, retrouvé détruit dans Blood and Chrome
- Le Triton : détruit avec l’Atlantia.
- Le Solaria : détruit avec l’Atlantia.
- Le Pegasus : En réparation sur la planète Scorpia au moment de l'attaque cylon, ce battlestar moderne n'eut pas d'autre choix que de s'enfuir. Sous le commandement de l'amiral Helena Cain, femme autoritaire et sans pitié, il parvint à échapper aux cylons. Il arriva finalement à rejoindre la flotte du Galactica. Après la mort de Cain, ce fut son second, le colonel Jack Fisk, qui en prit le commandement. Une fois ce dernier assassiné, ce fut l'ingénieur-chef Barry Garner qui assuma le commandement du Pegasus, où il mourut au combat. William Adama nomma ensuite son fils Lee Adama commandant du Pegasus. Le Pegasus fut détruit lors de l'exode de New Caprica. C'est un vaisseau de classe Mercury.
- Le Valkyrie : C'est un battlestar de fabrication moderne, plus petit que le Galactica. Le Valkyrie sous le commandement d’Adama fut envoyé près de la ligne d'armistice. Sa mission était de rassembler des informations sur les cylons et leur capacité à lancer une attaque contre les colonies[1]. L'échec de la mission serait une des causes qui aurait valu à Adama d'être muté sur le Galactica, alors un vaisseau en fin de vie devant être désarmé bientôt. Lors de l'attaque des Colonies, le Valkyrie est en orbite de Caprica, il est mis hors service par le virus cylon et détruit.

## Galactica(1978-1980)

### Informations générales
Les Battlestars sont les vaisseaux de guerre de la Marine Coloniale des Douze Colonies de Kobol. Ils ont combattu les Cylons depuis des siècles. Leur configuration est en gros la même que celle des Battlestars de Battlestar Galactica (série télévisée).
Chaque Battlestar abrite environ 150 Vipers Starfighters.

### Caractéristiques

#### Dimensions
- Longueur: 1 265 mètres

#### Armement
- Tourelles laser : Ils possèdent de nombreuses tourelles laser, de même type que les canons laser qui équipent les Vipers Starfighters.

- Missiles anti-vaisseaux

#### Protection
Les Battlestars disposent d'un blindage qui se comporte comme un bouclier énergétique, en dispersant l'énergie des tirs adverses. 

### Quelques Battlestars
- Battlestar Galactica : Construit il y a des siècles, Il est le dernier Battlestar survivant. Il est commandé par le Commandeur Adama.

- Battlestar Atlantia : C'est le vaisseau du Président Adar. Les Cylons l'ont détruit lors de la Conférence de Paix
- Battlestar Pacifica : Détruit lors de la Conférence de Paix
- Battlestar Triton : Idem
- Battlestar Acropolis : Idem
- Battlestar Solaria : Idem
- Battlestar Pegasus : Unique vaisseau ayant survécu à la bataille de Molecay, 2 yahren (ans) avant la Destruction des Colonies. Le Pegasus est commandé par le Commandeur Cain et porté disparu depuis la bataille de Gamoray.
- Battlestar Rycon : Commandé par le Commandeur Kronus.  Présumé détruit lors de la destruction des Douze Colonies de Kobol.
- Battlestar Columbia : détruit lors de la Conférence de Paix